# Whittingehame House

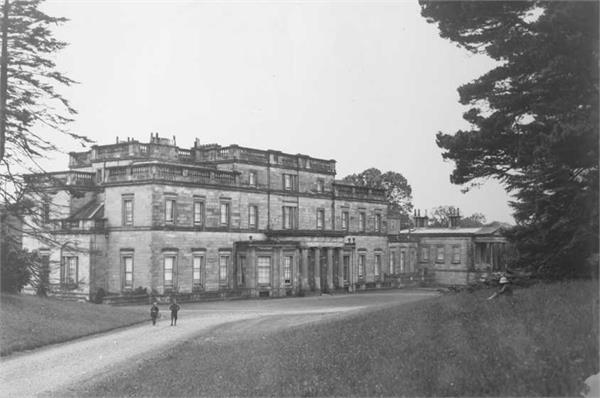
Whittingehame House 1920

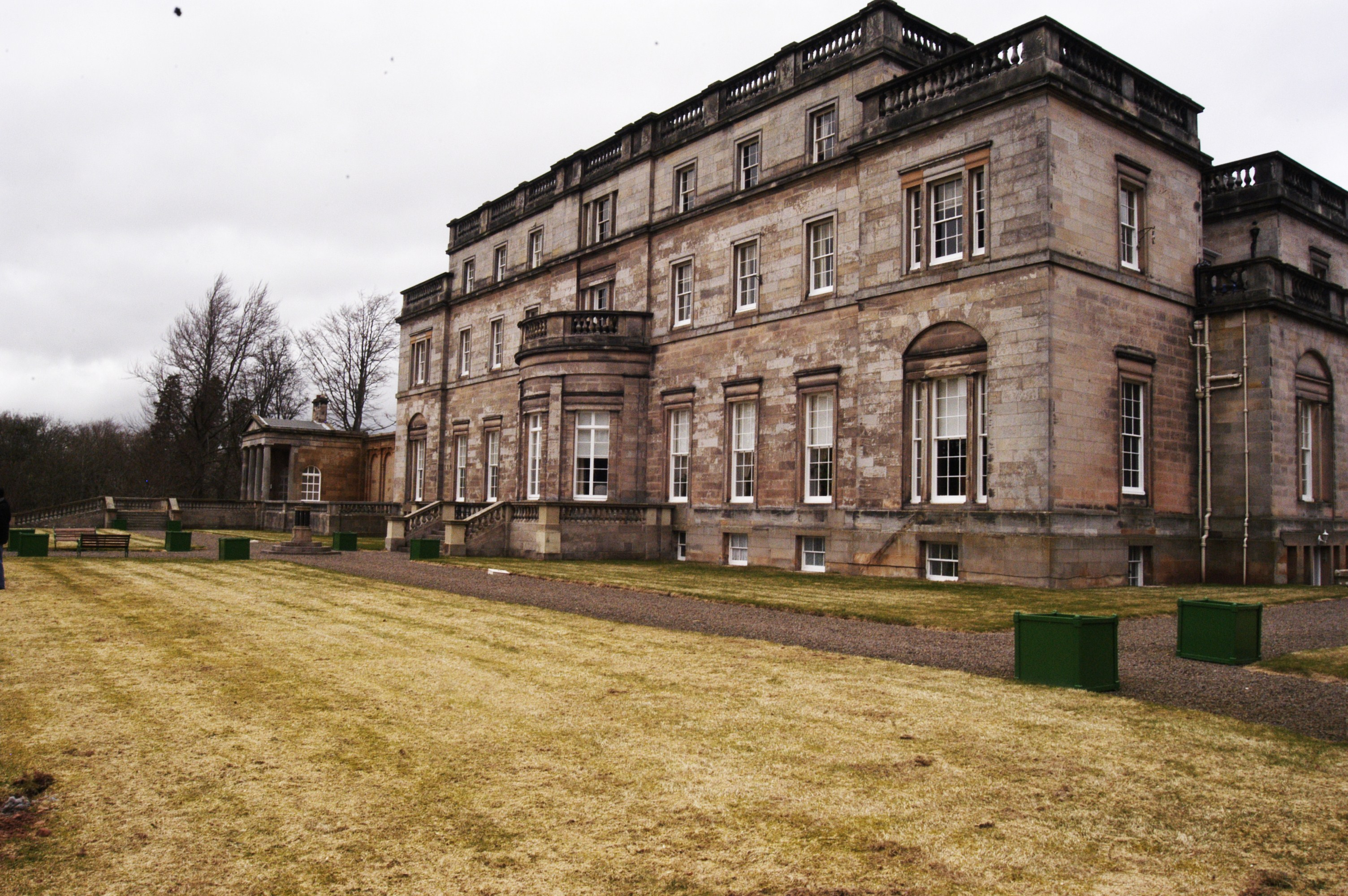
Rückseite von Whittingehame House

Whittingehame House ist ein Herrenhaus nahe dem schottischen Weiler Whittingehame in der Council Area East Lothian. 1971 wurde das Bauwerk in die schottischen Denkmallisten in der höchsten Kategorie A aufgenommen. Des Weiteren sind die zugehörige East Lodge und West Lodge jeweils eigenständig als Kategorie-A-Bauwerke klassifiziert. Ein Denkmalensemble besteht nicht. Zuletzt wurden die zugehörigen Gärten in das schottische Register für Landschaftsgärten aufgenommen.

## Geschichte
Vor 1372 gehörten die Ländereien von Whittingehame zu den Besitztümern der Earls of March. Durch Heirat fielen sie in diesem Jahre dem Clan Douglas zu und verblieben über Jahrhunderte in dessen Besitz. Im späten 15. oder frühen 16. Jahrhundert entstand dort das Tower House Whittingehame Tower, das rund 300 m westlich von Whittingehame House gelegen ist. Angeblich trafen sich in den 1560er Jahren James Douglas, 4. Earl of Morton und James Hepburn, 4. Earl of Bothwell auf dem Anwesen, um die Ermordung von Henry Stuart, Lord Darnley, Gemahl der schottischen Königin Maria Stuart und formal König von Schottland, vorzubereiten. 1660 gelangten die Ländereien durch Heirat in den Besitz des Clans Seton und später des Clans Hay. 1817 veräußerten sie Wittingehame an James Balfour.
Im selben Jahr veranlasste Balfour tiefgreifende Maßnahmen, zu denen auch die Errichtung von Whittingehame House zählte. Des Weiteren begann Balfour mit der Anlage der umgebenden Parklandschaft und verlegte die Ortschaft Wittingehame an das Südufer des Luggate Burn und damit näher an das Herrenhaus heran. Das Herrenhaus wurde im Jahre 1825 fertiggestellt. Nach James Balfours Tod ging das Anwesen an seinen Sohn James Maitland Balfour über, der es wiederum an den späteren Premierminister Arthur James Balfour vererbte. Dieser trug zur Entwicklung des Anwesens bei. Bis 1963 wurde Whittingehame House innerhalb der Familie vererbt. Seitdem wechselte es mehrfach den Besitzer.
Vom Januar 1939 bis zum September 1941 war im Whittingehame House die Whittingehame Farm School untergebracht, eine Ausbildungsstätte für Kinder und Jugendliche, die mit den Kindertransporten nach Großbritannien gekommen waren.

## Beschreibung
Das Herrenhaus liegt am Südufer des Whittingehame Waters unweit des Weilers Wittinghame. Es wurde nach einem Entwurf des englischen Architekten Robert Smirke im klassizistischen Greek-Revival-Stil gestaltet. William Burn überarbeitet das Gebäude 1827. Das Mauerwerk des zweistöckigen Herrenhauses besteht aus Sandstein. Die nordostexponierte Frontseite ist symmetrisch aufgebaut und neun Achsen weit. Markant ist der zentrale Eingangsbereich. Er ist mit einer Portikus mit dorischen Säulen gestaltet. Eine Auslucht an der ebenfalls neun Achsen weiten Rückseite führt auf eine kleine Terrasse, von welcher eine Treppe in die Gärten hinabführt. Auf Dachhöhe läuft eine Balustrade um und verdeckt die schiefergedeckten Dächer weitgehend.

## East Lodge

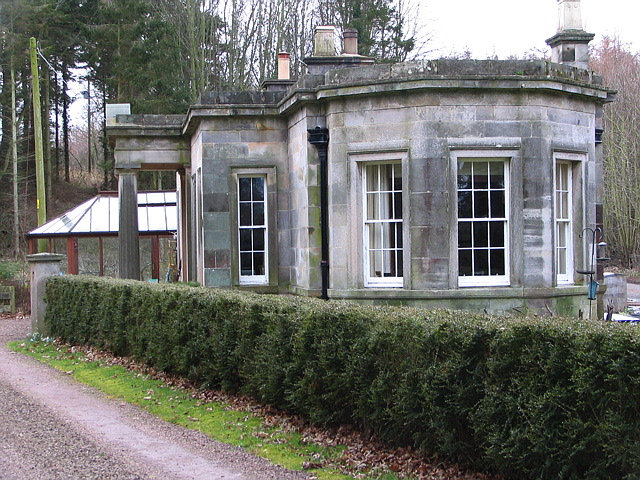
East Lodge

Die East Lodge flankiert einen Zufahrtsweg zu Whittingehame House. Sie liegt rund 1,5 km nordöstlich des Herrenhauses am Nordufer des Whittingehame Burn. Anders als die von Smirke gestaltete West Lodge ist die East Lodge möglicherweise ein Werk William Burns’. Das um 1827 erbaute, einstöckige Gebäude ist, wie das Herrenhaus, im Greek-Revival-Stil mit dorischen Säulen gestaltet. Bei einem Anbau um 1986 wurde auf die Einhaltung des Stils geachtet. Einzig ein angebauter Wintergarten passt nicht ins Bild.

## West Lodge
Die West Lodge liegt am Nordufer des Whittingehame Water rund 1,8 km südwestlich von Whittingehame House. Es wurde nach einem Entwurf Smirkes um 1820 im Greek-Revival-Stil erbaut und flankiert den westlichen Zufahrtsweg zu dem Herrenhaus. Das einstöckige Gebäude weist einen L-förmigen Grundriss auf. Die drei Achsen weite Frontseite erinnert an einen Tempelbau. Sie ist mit dorischen Säulen gestaltet. Die Tür schließt mit einem Kämpferfenster. Das Dach ist mit grauem Schiefer eingedeckt. Die Zufahrt flankieren Pfeiler mit quadratischem Grundriss. Das zweiflüglige, schmiedeeiserne Tor ist verhältnismäßig schlicht gestaltet.